# غوري ديشباند
غوري ديشباند (بالإنجليزية: Gauri Deshpande)‏ (11 فبراير 1942، بونه في الهند - 1 مارس 2003، بونه في الهند)؛ كاتِبة وشاعرة هندية.